# Emotions (альбом Мэрайи Кэри)
Emotions — второй студийный альбом американской певицы Мэрайи Кэри, выпущенный 17 сентября 1991 года под лейблом Columbia Records. Альбом отступает от формулы одноимённой дебютной работы Мэрайи, поскольку певица взяла под свой контроль производство музыкального материала для нового лонгплея. Emotions создан под влиянием различных жанров, таких как: госпел, современный ритм-н-блюз, соул, поп-музыка, а также баллад 1950—1970-х годов. К созданию альбома было привлечено множество авторов и продюсеров, включая Уолтера Афанасьеффа — единственного, кто остался из предыдущей творческой группы альбома Mariah Carey. Мэрайя сотрудничала с Робертом Клайвиллесом и Дэвидом Коулом (оба из музыкальной продюсерской группы C+C Music Factory), а также написала одну песню совместно с Кэрол Кинг.
Emotions получил смешанные отзывы от музыкальных критиков. Альбом вошёл в чарт Billboard 200 на четвёртом месте, что удивило многих критиков после успеха дебютного альбома Мэрайи, который удерживал первую строчку чарта на протяжении одиннадцати недель. Продажи Emotions были намного ниже, чем у предыдущего альбома, однако, это не помешало ему получить четырёхкратную платиновую сертификацию от Американской ассоциации звукозаписывающих компаний (RIAA) за продажи более четырёх миллионов копий альбома в стране. Emotions пользовался умеренным успехом за пределами Соединённых Штатов, появившись в десятке лучших альбомов в Австралии, Канаде, Нидерландах, Франции, Новой Зеландии, Норвегии и Великобритании. Альбом был особенно успешен в Японии с общими продажами более одного миллиона. По оценке Sony на 2008 год всемирные продажи Emotions превышают отметку в восемь миллионов копий.
Из альбома было выпущено три сингла. Первый из них (одноимённый трек) стал пятым синглом, который занял первую строчку чарта Billboard Hot 100, сделав Мэрайю единственной певицей среди сольных исполнителей в истории, кому удалось возглавить этот чарт с первыми пятью синглами. Песня стала её третьим хитом в Канаде и вошла в лучшую десятку синглов во Франции, Нидерландах и Новой Зеландии. 23 октября 1991 года был выпущен «Can’t Let Go» — второй сингл с Emotions. В попытке повысить продажи альбома лейбл Columbia изъял сингл из магазинов; песне «Can’t Let Go» не удалось стать шестым синглом первой величины в США, так и оставшись на втором месте. Успех на международном уровне был весьма ограничен, песня появилась в лучшей двадцатке синглов только в Канаде и Великобритании. Точно так же «Make It Happen» достиг своего максимума на пятом месте в чарте США и не пользовался значительным спросом за пределами родной страны, что побудило лейбл Columbia остановить рекламу и продвижение альбома.

## Предыстория
После успеха одноимённого дебютного альбома Мэрайи Кэри, критики задавались вопросом состоится ли концертный тур певицы на главных музыкальных площадках мира с целью рекламы нового альбома. Однако Мэрайя Кэри пояснила в нескольких интервью, что боится выступать перед публикой из-за сложности своих песен. В декабре 1990 года был выпущен третий сингл «Someday» из дебютного альбома, и в это же время Мэрайя начинает писать новый материал для Emotions. Тогда считалось нормой выпускать новый студийный альбом каждые два года, позволяя синглам делать рекламу предстоящего альбома через радиоэфир или телевизионные выступления. Дополнительно, после концертного тура было принято выпускать новый альбом для привлечения новых фанатов, которые начнут покупать предыдущий лонгплей в надежде узнать больше о прежней студийной работе артиста. Однако, лейбл Sony в отношении Мэрайи Кэри решил использовать другую тактику, взятую из музыкальной индустрии 1960-х, когда певец или певица выпускали новый альбом каждый год. Представители звукозаписывающей компании считали, что образ «студийной певицы» и автора своих песен в столь раннем возрасте будет настолько очарователен, что поклонники будут ждать новый альбом чаще обычного.
Как только началась работа над новым студийным проектом, Мэрайя рассталась с Беном Маргулисом, с которым она написала семь из одиннадцати песен для своего дебютного альбома. Их пути разошлись из-за подписания певицей контракта с лейблом Sony до того, как она получила новый контракт от Columbia. Мэрайя была согласна разделить не только права на общие песни, но и половину своих доходов от продаж, ведь она никогда не думала об этом, когда писала песни вместе с Беном в студии его отца. Однако, когда подошло время для работы над Emotions, официальные представители Sony пояснили, что Бену будут выплачиваться комиссионные только за соавторские права. Бен Маргулис подал в суд на Sony, обвиняя лейбл в нарушении условий контракта, согласно которому он должен был продолжать работать в команде с Мэрайей, так же как и получать бо́льшую прибыль. После года судебных разбирательств судья вынес решение: Бену причитаются десять процентов от продаж совместно написанных песен с Мэрайей, не включая доходы от любых других альбомов. В то время как финансовые вопросы были улажены, отношения между певицей и Беном были разрушены, потому что Мэрайя посчитала судебный иск против неё и лейбла предательством. В интервью с Фредом Бронсоном Кэри сказала относительно контракта: «Я подписала его вслепую. Позже я пыталась внести поправки, чтобы мы продолжили работать вместе…но он был не согласен с этим». После мирового соглашения Маргулис рассказал о своих чувствах относительно данного вопроса, утверждая, что он будет надеяться когда-нибудь снова писать песни с Мэрайей Кэри, и то, что во всём виноват лейбл звукозаписи, а также добавил: «Я надеюсь, однажды, искусство будет преобладать над бизнесом».

## Запись
Изначально, песни для дебютного альбома Mariah Carey были записаны на старом оборудовании в студии отца Бена Маргулиса. После подписания контракта с Columbia, песни подверглись ремастерингу и перезаписи в профессиональной студии. Однако, из-за причастности Sony к проекту, лейбл не разрешил певице произвести большую часть альбома, надеясь, что помощь нескольких знаменитых продюсеров звукозаписи позволит сделать уже «изящные» песни Мэрайи популярными среди слушателей. Ввиду последующего успеха альбома лейбл дал певице больше свободы в работе над Emotions, чем над предыдущим. Так как у неё больше не было ни творческих, ни личных отношений с Беном Маргулисом, она начинает сотрудничать с различными музыкантами, которые не участвовали в предыдущем проекте, за исключением Уолтера Афанасьеффа, единственного, кто остался в творческой группе с альбома Mariah Carey. Несмотря на то, что он является соавтором песни «Love Takes Time», и был продюсером части альбома, Мэрайя чувствовала особую творческую связь с ним, что впоследствии разовьётся в уникальную совместную формулу написания песен. Помимо Афанасьеффа, певица сотрудничала с Робертом Клайвиллесом и Дэвидом Коулом (оба из музыкальной продюсерской группы C+C Music Factory). Сотрудничество с дуэтом, первоначально, было предложено Томми Моттолой, но после встречи с ними, Мэрайя согласилась и написала с их помощью четыре песни.
Помимо трёх мужчин соавторов, Мэрайя сотрудничала с Кэрол Кинг — автором-исполнительницей, которая была особенно популярна в 1970-х. В отличие от C+C Music Factory, Кэрол Кинг сама предложила сотрудничество Мэрайе после прослушивания её концертного выступления на The Arsenio Hall Show. Во время беседы с Мэрайей Кэрол предложила ей спеть кавер-версию песни «(You Make Me Feel Like) A Natural Woman», которую она написала вместе с Джерри Гоффином для Ареты Франклин. После обсуждения нескольких идей Мэрайя отклонила предложение Кэрол, чувствуя себя неловко в отношении записи песни, которая когда-то вдохновила её и итак спета блестяще. Всё ещё настроенная на работу с Мэрайей, Кэрол Кинг полетела в Нью-Йорк на один день, чтобы попытаться создать балладу подобного типа. Они сидели за фортепиано в течение дня, и, ближе к сумеркам, написали аранжировку и текст песни, которую назвали «If It's Over». В одном из интервью Кэрол Кинг сказала: «Я люблю её голос. Она очень выразительна. Она вкладывает столько значений в песни, которые поёт».

## Отзывы критиков
| Оценки критиков      | Оценки критиков |
| Источник             | Оценка          |
| -------------------- | --------------- |
| About.com            | [ 7 ]           |
| Allmusic             | [ 8 ]           |
| The Boston Globe     | (положительная) |
| Chicago Tribune      | [ 10 ]          |
| Entertainment Weekly | (C)             |
| Orlando Sentinel     | (смешанная)     |
| Los Angeles Times    | [ 13 ]          |
| Rolling Stone        | [ 14 ]          |
| Sun-Sentinel         | (смешанная)     |

После выпуска Emotions собрал смешанные отзывы современных музыкальных критиков, многие из которых одновременно хвалили и критиковали содержание альбома наряду с вокальной акробатикой Кэри. Билл Лам из About.com поставил ему три с половиной звезды из пяти и в целом похвалил пластинку, на которой, по его мнению, были исправлены недочёты дебютной работы. Ведущий сингл он описал как «леденящий душу», но раскритиковал некоторые высокие ноты Кэри за «перегибы в вокальном диапазоне». Редактор портала Allmusic Стивен Томас Эрлевайн дал альбому четыре звезды из пяти, назвав его «музыкальным путешествием». Кроме того, Эрлевайн выделил, по его мнению, выдающиеся треки «Emotions» и «Make It Happen» и написал: «Единственная эмоция, которая преобладает над остальными по завершении альбома, — это удовлетворение». Парри Геттлмэн, журналист из Orlando Sentinel, был критически настроен по отношению к вокальной акробатике Кэри, пояснив: «Кэри стала так увлекаться высокими частотами её диапазона, что я начинаю подозревать, не является ли она межгалактическим шпионом, который пытается восстановить связь с далёкой Планетой Псов». Джонатан Карент из Sun-Sentinel дал Emotions неоднозначный отзыв, написав: «Как ни странно, альбом приобретает большую оригинальность ближе к завершению, до которого не каждый захочет добраться». Далее в своём обзоре он выделил треки «The Wind» и «Till the End of Time» как те, которые достойны внимания, но, в общем, посчитал альбом неоригинальным и не превосходящим высоты, взятые на первом диске .
Стив Морс из The Boston Globe дал альбому положительную оценку, назвав его «уверенным скачком в зрелость». Морс решил, что Emotions превзошёл тот уровень, который был взят дебютом Кэри. Он назвал песни замечательными, баллады несказанно красивыми, а вокальные и композиторские способности Кэри неограниченными. Роб Таненбаум из Rolling Stone критически отнёсся к альбому, на котором заметно сложно по-настоящему прочувствовать и понять тексты песен, когда Кэри широко использует свой диапазон голоса. Танненбаум завершил свой обзор Emotions словами: «Кэри обладает прекрасными вокальными данными, но на сегодняшний день, к сожалению, её пение было скорее впечатляющим, нежели выразительным». Арион Бергер из Entertainment Weekly поставил альбому оценку «C», назвав его «более холодным и просчитанным» по сравнению с дебютной работой Кэри. Кроме того, Бергер выразил те же чувства, что и Танненбаум, написав: «Emotions является гибридным потомством почтенных традиций — традиций ритм-н-блюзовых див — и грубых коммерческих инстинктов. Это госпел без души, песни о любви без страсти, поп без плавучести». Дебора Уилкер, журналист из Sun-Sentinel, похвалила вокал Кэри и её способности, но раскритиковала содержание альбома в целом. Уилкер написала: «С её связями в шоу-бизнесе и первоклассным вокалом Кэри могла сделать и лучше. Конечно, этот альбом прекрасен и даёт возможность поклонникам поп-музыки поставить на престол нового кумира, но Кэри и её команда не использовали в полную силу её музыкальный потенциал». Дэнис Хант из Los Angeles Times присвоил две звезды из возможных четырёх, назвав голос Кэри «захватывающим и впечатляющим», однако критиковал песни альбома и сам альбом как продукт. Редактор Chicago Tribune Ян де Нок дала альбому три звезды, что означает «хорошо». Некоторые из баллад, по её мнению, являются скучными, но голос Кэри она назвала «захватывающим».

## Появление в чартах

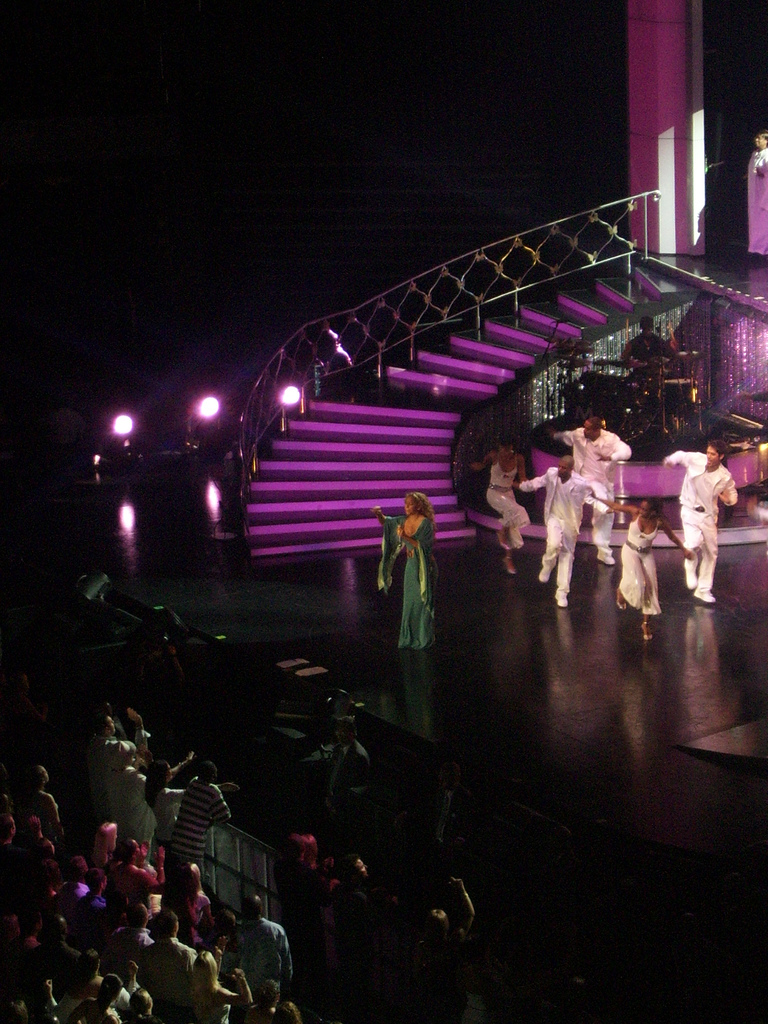
Выступление с песней «Make It Happen» во Флориде в рамках тура Adventures of Mimi Tour

Emotions дебютировал на четвёртой позиции в чарте Billboard 200 с продажами 129,000 копий за первую неделю, что удивило музыкальных критиков после успеха дебютного лонгплея Mariah Carey 1990 года. В общей сложности Emotions провёл 27 недель в списке лучших двадцати альбомов и 55 недель в самом чарте, став самым худшим дебютом Мэрайи до альбома Glitter 2001 года. Emotions получил четырёхкратную платиновую сертификацию от Американской ассоциации звукозаписывающих компаний (RIAA) за общие продажи превышающие четыре миллиона копий альбома на территории Соединённых Штатов Америки. Согласно Nielsen SoundScan, альбом был продан в количестве более 3 584 000 единиц, не включая продажи под лейблом Bertelsmann Music Group. 5 октября 1991 года Emotions появился в канадском чарте Canadian RPM Albums Chart на четырнадцатом месте. Четыре недели спустя, 2 ноября альбом достиг максимума на пятой позиции. В конце года Emotions вошёл в итоговый список лучших альбомов 1991 года на 35 месте. На сегодняшний день альбом имеет четыре платиновые сертификации от Канадской ассоциации звукозаписывающих компаний (CRIA) за общие продажи превышающие 400,000 копий. В Японии Emotions дебютировал в чарте Oricon на третьем месте; согласно лейблу Sony Music продажи альбома составляют более 1,000,000 копий в этой стране. 10 октября 1991 года альбом появился в австралийском чарте на 12 месте и поднялся до восьмой строчки на следующей неделе. После 18 недель, проведенных в чарте, Emotions исчез из списка лучших сорока альбомов и получил платиновую сертификацию от Австралийской ассоциации звукозаписывающих компаний (ARIA).
Во Франции альбом вошёл в чарт на 9 строчке, в конечном счёте получив золотую сертификацию от the Национального Синдиката Звукозаписи (SNEP) за продажи превышающие 100,000 копий. В Нидерландах альбом дебютировал на 79 месте в чарте Dutch Top 40,
поднявшись на следующей неделе до 59 места, что стало наивысшей позицией альбома в данном чарте. Emotions провёл шесть недель в официальном нидерландском хит-параде и получил платиновую сертификацию от Нидерландской ассоциации звукозаписывающих компаний (NVPI) за продажи более 100,000 копий альбома. 17 октября 1991 года Emotions вошёл в чарт Новой Зеландии New Zealand Albums Chart на шестом месте, что стало самым высоким результатом за 16 недель, проведённых в чарте. Альбом получил платиновую сертификацию от Новозеландской ассоциации звукозаписывающих компаний (RIANZ) за продажи более 15,000 копий. Emotions дебютировал на 27 месте в шведском чарте Swedish Albums Chart и достиг пика на 13 строчке. После пяти недель пребывания в чарте альбом получил платиновый статус от Международной федерации производителей фонограмм (IFPI) за продажи более 100,000 копий на территории Швеции. 13 октября 1991 года Emotions появился на шестнадцатом месте в швейцарском чарте и через неделю достиг своего максимума на 15 строчке. После девяти недель нахождения в чарте альбом получил золотую сертификацию от IFPI за продажи 50,000 копий. 26 октября альбом дебютировал в великобританском чарте UK Albums Chart на десятой позиции. Через 17 недель Emotions поднялся до четвёртого места, что стало лучшим результатом по сравнению с дебютным альбомом, который достиг своего максимума на шестом месте. После 40 недель, проведённых в чарте, Британская ассоциация производителей фонограмм (BPI) присудила альбому платиновый сертификат за продажи более 300,000 копий. Всемирные продажи Emotions превышают отметку в 8 миллионов копий, в то время как дебютный альбом был продан 15 миллионов раз.

## Синглы
Из альбома Emotions было выпущено три сингла. Первый из них (одноимённый трек) стал пятым синглом, который занял первую строчку чарта Billboard Hot 100, сделав Мэрайю единственной певицей среди сольных исполнителей в истории, кому удалось возглавить этот чарт с первыми пятью синглами. Дополнительно, песня «Emotions» лидировала в Канаде, вошла в лучшую пятёрку синглов в Новой Зеландии, и в двадцатку синглов в Австралии, Нидерландах и Великобритании. Песня получила положительные отзывы от музыкальных критиков, в частности Билл Лемб из информационно-образовательного сайта About.com сказал: «Это её лучшая песня». Стив Морс из The Boston Globe назвал свистковый регистр Мэрайи в песне «чистым чувством радости», тогда как Ян Декнок из Chicago Tribune сказал, что голос Кэри «захватывает дух». Музыкальный видеоклип показывает Мэрайю, поющую с наслаждением в машине на фоне сельской местности, а также скромное празднование с несколькими танцорами.
Второй сингл из альбома — «Can’t Let Go» достиг второй строчки главного чарта Billboard Hot 100, не сумев подняться до его вершины из-за попытки лейбла Columbia повысить продажи альбома путём изъятия сингла из музыкальных магазинов. Песня заняла третье место в канадском чарте и пользовалась слабым успехом в Европе, появившись в лучшей двадцатке синглов только в Великобритании. Сопутствующий песне музыкальный видеоклип был снят в черно-белом цвете, в то время как Мэрайя предстала с изменениями в образе, а именно с прямыми волосами. В музыкальном клипе преобладают сцены с крупным планом певицы на фоне маленького фонтана с цветущими белыми розами. «Make It Happen» — третий и последний сингл из альбома Emotions был выпущен 4 апреля 1992 года. Песня заняла пятое место в чарте Соединённых Штатов Америки и пользовалась слабым успехом в Европе, как и «Can’t Let Go». В Канаде «Make It Happen» достиг своего максимума на седьмом месте, в Великобритании на семнадцатом, в Австралии — тридцать пятом, и в Нидерландах на 47-м. Песня получила тёплые отзывы от музыкальных критиков; Стив Морс назвал композицию «ясным вдохновляющим фрагментом её автобиографии», и назвал последний припев «великолепным». Точно так же Декнок описал песню «ритмичной и вдохновляющей». Музыкальный видеоклип показывает певицу выступающую рядом с танцорами и бэк-вокалистами перед зрительской аудиторией в большой церкви.

## Список композиций
| №                   | Название                 | Автор(ы)                                   | Продюсер(ы)                     | Длительность |
| ------------------- | ------------------------ | ------------------------------------------ | ------------------------------- | ------------ |
| 1.                  | «Emotions»               | Мэрайя Кэри, Дэвид Коул, Роберт Клайвиллес | М. Кэри, Д. Коул, Р. Клайвиллес | 4:09         |
| 2.                  | «And You Don't Remember» | М. Кэри, Уолтер Афанасьефф                 | М. Кэри, У. Афанасьефф          | 4:26         |
| 3.                  | «Can't Let Go»           | М. Кэри, У. Афанасьефф                     | М. Кэри, У. Афанасьефф          | 4:27         |
| 4.                  | «Make It Happen»         | М. Кэри, Д. Коул, Р. Клайвиллес            | М. Кэри, Д. Коул, Р. Клайвиллес | 5:07         |
| 5.                  | «If It's Over»           | М. Кэри, Кэрол Кинг                        | М. Кэри, К. Кинг                | 4:38         |
| 6.                  | «You're So Cold»         | М. Кэри, Д. Коул                           | М. Кэри, Р. Клайвиллес          | 5:05         |
| 7.                  | «So Blessed»             | М. Кэри, У. Афанасьефф                     | М. Кэри, У. Афанасьефф          | 4:13         |
| 8.                  | «To Be Around You»       | М. Кэри, Р. Клайвиллес                     | М. Кэри, Д. Коул                | 4:37         |
| 9.                  | «Till the End of Time»   | М. Кэри, У. Афанасьефф                     | М. Кэри, У. Афанасьефф          | 5:35         |
| 10.                 | «The Wind»               | М. Кэри                                    | М. Кэри, Рассел Фриман          | 4:41         |
| Общая длительность: | Общая длительность:      | Общая длительность:                        | Общая длительность:             | 47:01        |

## Чарты и сертификаты
| Чарт                            | Высшее место |
| ------------------------------- | ------------ |
| Australian Albums Chart         | 8            |
| Austrian Albums Chart           | 39           |
| Canadian Albums Chart           | 5            |
| Dutch Albums Chart              | 7            |
| French Albums Chart             | 9            |
| German Albums Chart             | 46           |
| Italian Albums Chart            | 10           |
| Japanese Albums Chart           | 3            |
| New Zealand Albums Chart        | 6            |
| Norwegian Albums Chart          | 8            |
| Spanish Albums Chart            | 30           |
| Swedish Albums Chart            | 13           |
| Swiss Albums Chart              | 15           |
| UK Albums Chart                 | 4            |
| US Billboard 200                | 4            |
| US Billboard R&B/Hip-Hop Albums | 6            |

| Страна (Поставщик)       | Сертификат (список продаж) |
| ------------------------ | -------------------------- |
| Австралия (ARIA)         | Платиновый                 |
| Канада (CRIA)            | 4× Платиновый              |
| Франция (SNEP)           | Золотой                    |
| Нидерланды (NVPI)        | Платиновый                 |
| Новая Зеландия (RIANZ)   | Платиновый                 |
| Швеция (IFPI)            | Платиновый                 |
| Швейцария (IFPI)         | Золотой                    |
| Великобритания (BPI)     | Платиновый                 |
| Соединённые Штаты (RIAA) | 4× Платиновый              |

### Синглы
| 1991                                                               | «Emotions»       | 1 | 1 | 11 | 1 | 9 | 39 | 9  | 3  | — | 17 | - NZ: Золотой - US: Золотой |
| 1991                                                               | «Can’t Let Go»   | 2 | 2 | 63 | 3 | — | —  | 77 | 21 | — | 20 |                             |
| 1992                                                               | «Make It Happen» | 5 | 7 | 35 | 7 | — | —  | 47 | —  | — | 17 |                             |
| Знак «—» обозначает, что песня не вошла в чарт или не была издана. |                  |   |   |    |   |   |    |    |    |   |    |                             |